# Візантійське право
Візантійськие право — система законодавчих пам'яток, що являють собою переробку римського права стосовно нових умов життя у Візантійській імперії. Виключним джерелом цієї переробки є воля законодавця, відповідно до чого змінюється характер науки права.
Основна сфера діяльності візантійських юристів полягає не в законотворчій діяльності, а в тлумаченні (коментуванні) законів.
В Римі прав не мали жінки, права вони могли отримати тільки з дозволу батька чи чоловіка. Жінок по закону спалювали за бажанням чоловіка або якщо він загинув
На практиці рецепція норм римського права вилилась у імплітації християнських норм церковного права у традиційну систему римської юриспруденції. Це призвело до виділення у візантійському праві двох сфер: приватного та церковного права, що було явно ефективніше у порівнянні з римською правовою системою. Така структура правової системи створювала міцний ґрунт для суспільно-політичного життя Візантії.
Значною подією в візантійському праві було складення Кодексу Юстиніана, що став підсумком розвитку римського права. Закони постійно удосконалювалися. Закладались засади апеляційних судів, системи морського права. У цьому Візантійське право сприяло еволюції юридичних систем навіть більше за свого прямого попередника — римського права.
Кодекс цивільного права (лат. Corpus iuris civilis) — сучасна назва зведення римського цивільного права, укладеного в 528–534 роках за часів панування візантійського імператора Юстиніана I Великого.
Спочатку зведення складалося з 3 частин:
- Інституцій (4 томи, що були підручниками для юристів-початківців)
- Дигестів (50 томів, складених з праць класичних римських юристів)
- Кодексу Юстиніана.

Наступним кроком розвитку візантійського права стали різноманітні імператорські новели, які регулювали різноманітні процеси суспільно-політичного і економічного життя.